# Michal Kollár
Michal Kollár (ur. 4 kwietnia 1978 w Bratysławie) – słowacki reżyser, scenarzysta i producent filmowy. 
Ukończył studia na Wydziale Zarządzania Uniwersytetu Komeńskiego oraz na Wydziale Filmu i Telewizji Wyższej Szkoły Sztuk Scenicznych w Bratysławie. 
W 2004 roku wyprodukował i wyreżyserował swój pierwszy krótkometrażowy film pt. Prirodzená smrť. W 2011 roku wyprodukował film Zuzany Liovej pt. Dom, który zdobył sześć nagród Slnko v sieti. 
Wyreżyserował film Czerwony kapitan z 2016 roku. 

## Nagrody i wyróżnienia
- Slnko v sieti – 2012 – Dom (wygrana)
- Czeski Lew – 2013 – Klauni (nominacja)